# 613

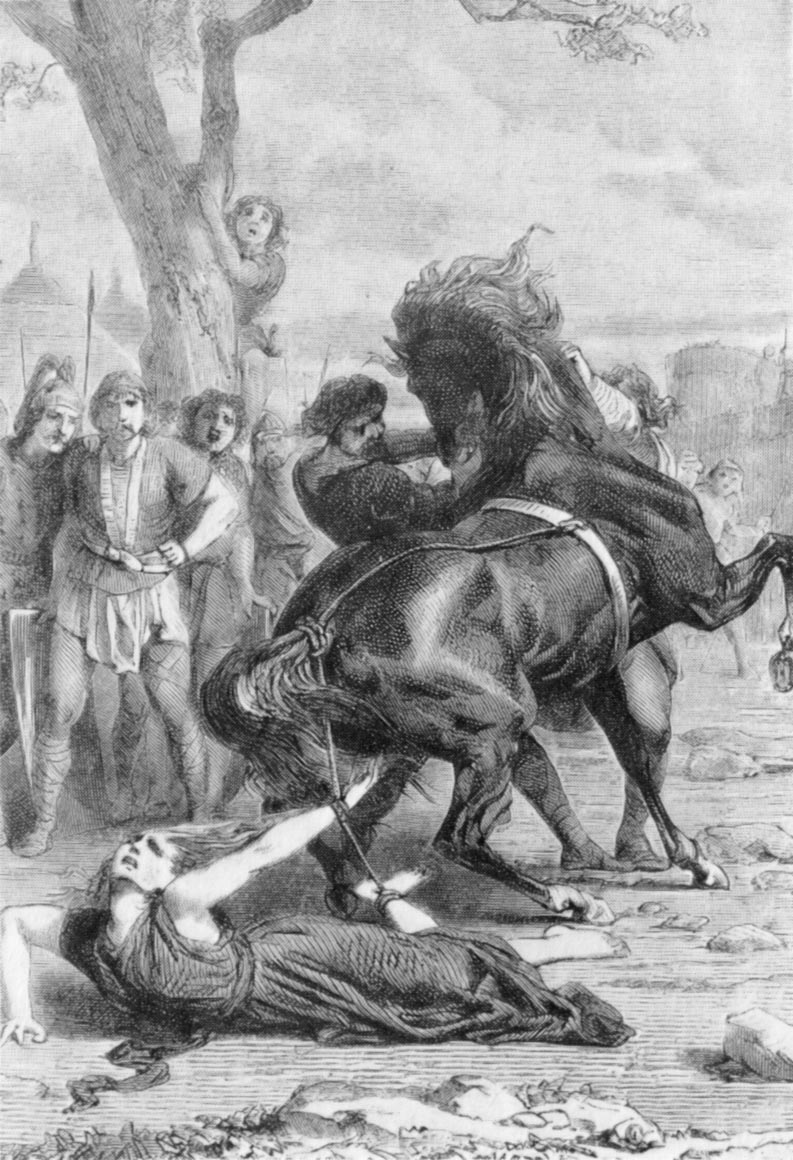
Koningin Brunhilde wordt geëxecuteerd

Het jaar 613 is het 13e jaar in de 7e eeuw volgens de christelijke jaartelling.

## Gebeurtenissen

### Europa
- Koning Theuderik II overlijdt in Metz aan dysenterie tijdens de voorbereidingen van een veldtocht tegen Chlotharius II. Hij wordt opgevolgd door zijn 12-jarige bastaardzoon Sigebert II. Theuderiks grootmoeder Brunhilde treedt op als regentes en probeert uit naam van haar achterkleinzoon te regeren over Austrasië en Bourgondië.
- De Austrasische adel onder leiding van Pepijn van Landen, Arnulf (later bisschop van Metz) en Warnachar II, komt in opstand tegen Sigebert II en Brunhilde. De opstandelingen sluiten een bondgenootschap met Chlotharius II en verslaan de Frankische troepen van Sigebert bij de Aisne (Noord-Frankrijk).
- Chlotharius II verenigt de Frankische koninkrijken Austrasië, Neustrië en Bourgondië onder één koning. Hij laat Sigebert II onthoofden, Brunhilde wordt gevangengenomen en gedurende drie dagen gemarteld. Uiteindelijk wordt ze achter een wild paard vastgebonden en overlijdt later aan haar verwondingen.
- In Andernach wordt een verdrag gesloten waarin de autonomie van Austrasië en de leidende rol van de Austrasische adel worden vastgelegd.
- Eillud Powys bestijgt de troon als koning van Powys in Wales. (waarschijnlijke datum)

### Byzantijnse Rijk
- Keizer Herakleios hertrouwt zijn nicht Martina, wat door de katholieke kerk en de meeste burgers wordt veroordeeld. Hij laat zijn zoon Constantijn (8 maanden oud) in Constantinopel tot medekeizer (Caesar) kronen. De dynastieke titel van de Heracliden geeft hem (voorlopig) geen macht vanwege zijn leeftijd.

## Religie
- Maximus Confessor, secretaris van Herakleios, besluit als monnik zich te vestigen in Carthago. (waarschijnlijke datum)

## Geboren
- Aïsja, echtgenote van Mohammed (waarschijnlijke datum)

## Overleden
- Brunhilde (79), koningin van Austrasië
- Sigebert II (12), koning van Austrasië
- Theuderik II (26), koning van Austrasië